# 瓦西里·瓦西里耶维奇·罗赞诺夫

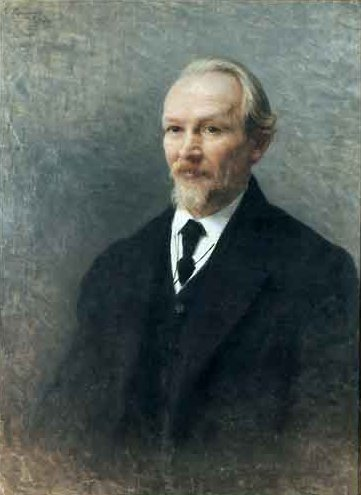

瓦西里·瓦西里耶維奇·羅贊諾夫（俄语：Васи́лий Васи́льевич Рóзанов，1856年5月2日—1919年2月5日），是俄國革命年代前象徵主義派的文學家和哲學家，也是最具爭議的作家和哲學家之一。

## 生平
羅贊諾夫在他的著作中，試圖將基督教教義與健康的性生活和家庭生活的理念相互協調。他對這些問題的興趣與對宗教的興趣相同，使羅贊諾夫的風格更接近俄國象徵主義，由於羅贊諾夫在他的著作中多次談到陰莖，有人稱他爲俄國知識界中的“拉斯普京”。
羅贊諾夫的成熟作品是個人日記、回憶文章和短文。其中《孤獨》、《落葉》（1912年-1915年）為代表作。羅贊諾夫經常稱自己為費奥多爾·陀思妥耶夫斯基的“地下人”，19世紀的90年代，他在阿列克謝·蘇沃林主辦的保守派報刊《新時代》（Novoye Vremya）發表政論文章，因而開始引起人們的注意。他發表的文章經常自相矛盾，引發了不少爭議，他不僅與沙皇政權發生衝突，也和列寧等激進派發生衝突。他贊美基督教信仰卻有同時批評俄國東正教，贊美猶太教的同時又不掩飾反猶太主義。羅贊諾夫經常稱自己為費奥多爾·陀思妥耶夫斯基的“地下人”，19世紀的90年代，他在阿列克謝·蘇沃林主辦的保守派報刊《新時代》（Novoye Vremya）發表政論文章，因而開始引起人們的注意。他發表的文章經常自相矛盾，引發了不少爭議，他不僅與沙皇政權發生衝突，也和列寧等激進派發生衝突。他贊美基督教信仰卻有同時批評俄國東正教，贊美猶太教的同時又不掩飾反猶太主義。他接受同性戀是人性的一個方面的觀點，卻又指責果戈里和其他作家是潛在的同性戀者。他宣稱政治是過時的，因爲“上帝不再需要政治”，從而構建“我們這個時代的啓示錄”。
在俄國革命期間的動亂饑荒年代，羅贊諾夫因飢餓死於一座修道院。蘇聯政權誕生之後，他的作品被長期壓制，很大程度上幾乎被人們遺忘。儘管有些知名作家包括馬克西姆·高爾基、韋内迪克特·葉羅費耶夫都是他的崇拜者，他的思想被認爲對弗拉基米爾·弗拉基米羅維奇·納博科夫將日常生活世界是爲烏托邦的想法產生了影響。直到近年以來，他的著作再次被俄羅斯讀者有所瞭解，並產生了不少贊同羅贊諾夫政治觀點的讀者，作家德米特里·加爾科夫斯基在他的哲學小説《無限的僵局》（1988年）中的主要靈感來源於羅贊諾夫。該小説改變了19世紀的俄國歷史，將羅贊諾夫置於俄國哲學思想的中心。羅贊諾夫在俄羅斯以外還鮮爲人知，但是一些西方學者對他的作品和本人越來越着迷。

## 外部參考資料（英文）
- Russian philosophy （页面存档备份，存于）
- Polina Suslova （页面存档备份，存于）
- Russian symbolism （页面存档备份，存于）